# Eddy Lembo
Eddy Lembo (Miramas, 10 november 1980) is een Algerijns voormalig beroepswielrenner. Lembo reed vooral bij Franse en Belgische clubs.
Nadat hij bij de amateurs talrijke overwinningen had behaald, werd Lembo op 19-jarige leeftijd prof. Nadat hij op 21-jarige leeftijd een etape in de Ronde van Zwitserland had gewonnen, werd hij al de nieuwe Richard Virenque genoemd. Hij kon dit vroege succes echter niet voortzetten. Door zijn moeilijk karakter en aanhoudende geruchten over dopinggebruik kwam er vroegtijdig een einde aan zijn wielercarrière.

## Palmares
1998
- Eindklassement Ronde van Lorraine, junioren

2001
- Ronde van Doubs

2002
- 1e etappe Ronde van Zwitserland

2008
- 1e etappe Ronde van Guadeloupe

## Resultaten in voornaamste wedstrijden
| Jaar | Parijs-Roubaix | Luik-Bast.‑Luik | Parijs-Brussel |
| ---- | -------------- | --------------- | -------------- |
| 2000 | opgave         |                 |                |
| 2001 | opgave         |                 |                |
| 2003 |                | opgave          | 18e            |

## Ploegen
- 2000-Jean Delatour
- 2001-Jean Delatour
- 2002-Saint-Quentin-Oktos
- 2003-MBK-Oktos (tot 01/04)
- 2003-Palmans-Collstrop-MrBookmaker.be (vanaf 11/04)
- 2004-MrBookmaker.com-Palmans (tot 12/08)
- 2004-Oktos-Saint Quentin (vanaf 13/08))
- 2006-Flanders
- 2007-Jartazi-Promo Fashion Continental (tot 15/06)
- 2007-Storez Ledecq Materiaux (vanaf 26/06)